# Церква Різдва Пресвятої Богородиці (Борщівка)
Церква Різдва Пресвятої Богородиці в Борщівці — парафія і храм Лановецького благочиння Тернопільської єпархії Православної церкви України в селі Борщівка Кременецького району Тернопільської области.
Оголошена пам'яткою архітектури місцевого значення (охоронний номер 1615).

## Історія церкви
У 1753 році за кошти парафіян збудували дерев'яний храм Різдва Пресвятої Богородиці. Його реконструювали у 1872 році. Церква, що стоїть на кам'яному фундаменті, має дерев'яну дзвіницю. При ній у 1884 році відкрили церковно-парафіяльну школу.
Теперішній храм був збудований за кошти парафіян у 1894 році, а у 1938 році його перекрили.
У 1885 році також збудували дерев'яну капличку, яку відремонтували в 1920 році.

## Парохи
- о. Михайло Гаськевич (1750—1825),
- о. Афанасій Гаськевич (1825—1834),
- о. Венедикт Давидовим (1834—1848),
- о. Фаддей Каролінський (1850—1862),
- о. Іоан Каролінський (1862—1871),
- о. Аристарх Дунін—Борковський (1872—1890),
- о. Іоан Шафранський (1890—1906),
- о. Андронік Малюжкович (1906—1916),
- о. Іоан Тімотієвич (1916—1930),
- о. Іаків Середюк (1931—1955),
- о. Микола Закидальський (1955—1957),
- о. Юрій Гришук (1964—1969),
- о. Василь Станкевич (1969—1974, о. Венедикт),
- о. Дмитро Горошко (1974—1983),
- о. Феодор Іващук (1983—1987),
- о. Василь Колеснік (1987—1988),
- о. В'ячеслав Соколов (1988—1991),
- о. Феодор Ліщенюк (1991—1992),
- о. В'ячеслав Соколов (1992—1995),
- о. Олександр Лісовий (з 1995).